# Choosey Lover
Choosey Lover – dziesiąty singel południowokoreańskiego zespołu TVXQ, wydany w Japonii 7 marca 2007 roku przez Rhythm Zone. Został wydany w dwóch edycjach: limitowanej CD+DVD oraz regularnej CD. Osiągnął 9 pozycję w rankingu Oricon i pozostał na liście przez 6 tygodni, sprzedał się w nakładzie 28 116 egzemplarzy w Japonii i 9354 w Korei Południowej.
Piosenka tytułowa została użyta jako opening TV dramy Xenos.

## Lista utworów

### CD
| CD | CD                                      | CD        | CD               | CD               | CD      |
| Nr | Tytuł utworu                            | Tekst     | Kompozycja       | Aranżacja        | Długość |
| -- | --------------------------------------- | --------- | ---------------- | ---------------- | ------- |
| 1. | „Choosey Lover”                         | Yōko Hiji | Ryūichirō Yamaki | D.O.I.           | 4:35    |
| 2. | „Choosey Lover -R.Yamaki's Groove Mix-” | Yōko Hiji | Ryūichirō Yamaki | Ryūichirō Yamaki | 4:34    |
| 3. | „Choosey Lover” (Less Vocal-)           |           | Ryūichirō Yamaki | D.O.I.           | 4:35    |

### CD+DVD
| CD | CD                            | CD        | CD               | CD        | CD      |
| Nr | Tytuł utworu                  | Tekst     | Kompozycja       | Aranżacja | Długość |
| -- | ----------------------------- | --------- | ---------------- | --------- | ------- |
| 1. | „Choosey Lover”               | Yōko Hiji | Ryūichirō Yamaki | D.O.I.    | 4:35    |
| 2. | „Choosey Lover” (Less Vocal-) |           | Ryūichirō Yamaki | D.O.I.    | 4:35    |

| DVD | DVD                                                          | DVD     |
| Nr  | Tytuł utworu                                                 | Długość |
| --- | ------------------------------------------------------------ | ------- |
| 1.  | „Tōhōshinki no Choosey Lover” (jap. 東方神起のChoosey Lover) |         |